# Qixi

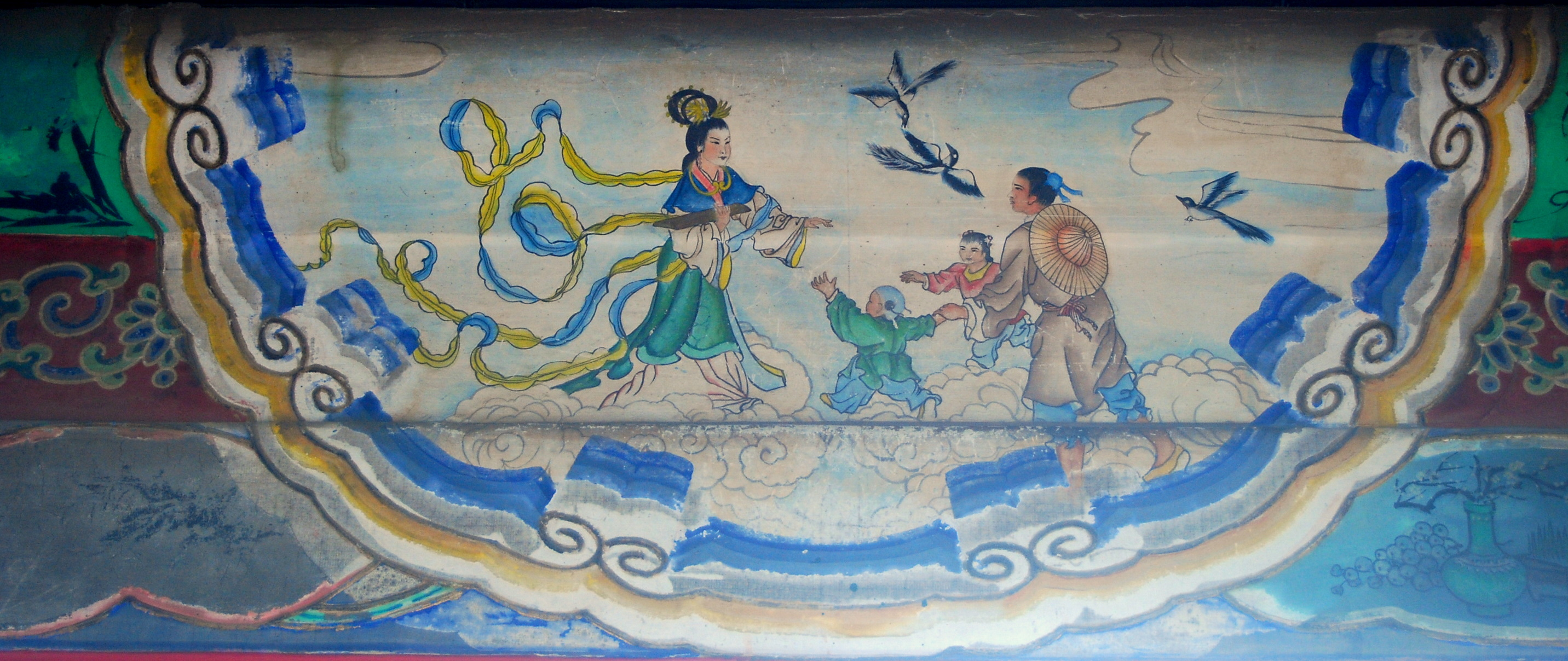
Der Hirtenjunge und das Webermädchen im Wandelgang des Neuen Sommerpalastes in Peking

Das chinesische Fest Qixi (chinesisch 七夕, Pinyin qīxī – „Die Nacht der Siebenen“) fällt auf den Abend des 7. Tages des 7. Monats nach dem chinesischen Mondkalender. Es ist das chinesische Fest der Liebenden, ein chinesisches Pendant zum westlichen Valentinstag. Die zugrunde liegende Volkssage vom Kuhhirten und der Weberin ist in China sehr bekannt und wird von vielen Jugendlichen in den Städten und auf dem Land gefeiert.

## Aussprache
Die beiden Silben qi und xi werden im Internationalen Phonetischen Alphabet als [tɕʰi¹] und [ɕi¹] bzw. [tɕʰī] und [ɕī] wiedergegeben, wobei das i nicht kurz gesprochen wird. Beide Silben werden im ersten Ton gesprochen. Das Q klingt ähnlich wie das ch im englischen „cheese“, das X ähnlich wie „ch“ im deutschen ich. Spricht man das Fest ähnlich wie tschih schih, wird die chinesische Aussprache zwar nicht korrekt wiedergegeben, aber man ist relativ nah an der chinesischen Aussprache. Genauere Erläuterungen finden sich unter Pinyin – Schreibung der Silben; ein Link zu einer Hörprobe unter den Weblinks.

## Legende
Nach der Legende ist Qixi der Abend, an dem zwei Liebende, nämlich der Hirtenjunge (牛郎,  niúláng) und das Webermädchen (織女 / 织女,  zhīnǚ), zwei am Himmel durch die Milchstraße getrennte Sterne (Altair und Wega), für eine Nacht zusammen sein können.
Die Legende entstammt einer überlieferten Liebesgeschichte über einen Kuhhirten. Dessen Eltern waren schon vor langer Zeit gestorben und seine Schwägerin vertrieb ihn aus dem Haus. Er führte darauf ein hartes Leben, er hütete Kühe und bestellte das Feld. Darauf verliebte sich eine Fee in ihn, sie kam zur Erde und sie heirateten. Während er auf dem Acker arbeitete und die Kühe hütete, webte sie. Zusammen mit einem Sohn und einer Tochter führten sie ein glückliches Leben. Als dies der Himmelskaiser erfuhr, erzürnte er und schickte die Himmelskaiserin zur Erde, um sie zu trennen und die Fee zum Himmel zurückzubringen.
Der Kuhhirte liebte sie sehr und folgte ihr auf einem überirdischen Rind. Sobald er sie eingeholt hatte, zog die Himmelskaiserin mit einer goldenen Haarnadel einen Himmelsfluss, durch den der Hirte und die Weberin getrennt wurden. Sie liebten sich beide sehr und standen sich nun mit Tränen in den Augen gegenüber. Als die Elstern dies sahen, bewegte sie das, sie kamen geflogen und bildeten für die beiden eine Brücke über den Himmelsfluss, damit sie sich auf ihr treffen konnten. Dies rührte die Himmelskaiserin so, dass sie ihnen erlaubte, sich jedes Jahr am 7. Tag des 7. Monats des chinesischen Kalenders auf der Elsterbrücke zu treffen. An diesem Tag sollte es der Legende nach regnen, da die beiden Liebenden Tränen der Freude oder, je nach Interpretation, der Trauer über ihre Trennung vergießen. Trotzdem hoffen die Menschen natürlich allgemein auf gutes Wetter, um das Fest auch unter freiem Himmel mit Blick auf die Sterne feiern zu können.
In Japan heißt das entsprechende Fest Tanabata.
Varianten der Legende
Von der Legende existieren mehrere Varianten. So wird auch berichtet:
- Niulang und Zhinü vernachlässigen wegen ihrer Liebe die Arbeit. Der Himmelskaiser lässt darauf die beiden durch die Milchstraße voneinander trennen. Nur einmal im Jahr dürfen sie sich treffen. Zhinü reist dann mit dem Mond über die Milchstraße zu Niulang. Bei Regenwetter bilden Elstern mit ihren Flügeln eine Brücke. Zhinü steht am Sternenhimmel als Wega, Niulang als Altair.
- Die Himmelskaiserin lässt, gerührt von der Liebe der beiden, diese einmal am 7. Tag des 7. Monats zusammenkommen.
- Der Stern Deneb agiert beim Treffen der Liebenden an der Elsterbrücke als „Anstandsdame“.
- In einer anderen Überlieferung dürfen sich die Liebenden einmal im Monat anstatt nur einmal jährlich treffen.
- Ein chinesischer Mythos besagt, dass sich während der Qixi-Nacht die Sterne Altair und Wega in der Milchstraße vereinigen.

## Kalenderdaten
Das Fest wird nach dem chinesischen Bauernkalender (gebundenen Mondkalender) am 7. Tag des 7. Monats (農曆七月初七 / 农历七月初七,  nónglì qīyuè chūqī, kurz meist 七月初七 / 七月初七,  qīyuè chūqī) gefeiert. Die folgende Termine des Festes seit 2015 sind nach dem gregorianischen Kalender:
| Datum           |
| --------------- |
| 20. August 2015 |
| 9. August 2016  |
| 28. August 2017 |
| 17. August 2018 |
| 7. August 2019  |
| 25. August 2020 |
| 14. August 2021 |
| 4. August 2022  |
| 22. August 2023 |
| 10. August 2024 |
| 29. August 2025 |
| 19. August 2026 |

## Trivia
- Im August 2022 wurde Qixi von einem Google-Doodle begleitet.[1]